# Nissi Sauceda
Nissi Jesús Sauceda Espinoza (Tegucigalpa, M.D.C., Francisco Morazán, 23 de junio de 1991) es un futbolista hondureño. Juega de mediocampista y su equipo actual es el Juticalpa FC de la Liga de Ascenso de Honduras.

## Clubes
| Club            | País        | Año             |
| --------------- | ----------- | --------------- |
| Necaxa          | Honduras    | 2010 - 2012     |
| Real España     | Honduras    | 2012            |
| Vida            | Honduras    | 2013 - 2014     |
| Victoria        | Honduras    | 2015            |
| Vida            | Honduras    | 2016 - 2017     |
| Lobos UPNFM     | Honduras    | 2017 - 2020     |
| Génesis Huracán | Honduras    | 2020 - 2022     |
| Jocoro          | El Salvador | 2022            |
| Juticalpa       | Honduras    | 2022 - Presente |

## Palmarés

### Campeonatos nacionales
| Título               | Club   | País     | Año  |
| -------------------- | ------ | -------- | ---- |
| Clausura del Ascenso | Necaxa | Honduras | 2010 |